# Kattenkruidbij
De kattenkruidbij of nepetabij (Anthophora quadrimaculata) is een vliesvleugelig insect uit de familie van de bijen en hommels (Apidae). De wetenschappelijke naam van de soort  werd gepubliceerd in 1798 door Panzer.